# Kaj Stefansen
Kaj Stefansen (25 aprile 1968) è un ex calciatore danese, di ruolo portiere.

## Carriera

### Club
Stefansen giocò per l'Ikast FS, prima di passare al Silkeborg. Fu nuovamente in forza all'Ikast FS, per poi trasferirsi al Viking, in Norvegia. Dopo un'esperienza allo Herning Fremad, giocò ancora all'Ikast FS e poi all'Aarhus. Difese i pali di Midtjylland ed Esbjerg, per poi ritirarsi.